# Campeaux (Calvados)
Campeaux ist eine ehemalige französische Gemeinde im Département Calvados in der Region Normandie.
Am 1. Januar 2016 wurde Campeaux im Zuge einer Gebietsreform zusammen mit 19 benachbarten Gemeinden, die wie Campeaux alle dem aufgelösten Gemeindeverband Bény-Bocage angehörten, als Ortsteil in die neue Gemeinde Souleuvre en Bocage eingegliedert.

## Geografie
Campeaux liegt rund 14 Kilometer nördlich von Vire-Normandie. Im Norden grenzte die ehemalige Gemeinde an das Département Manche, im Süden an den Fluss Vire.

## Bevölkerungsentwicklung
| Jahr                              | 1962 | 1968 | 1975 | 1982 | 1990 | 1999 | 2006 | 2016 |
| Einwohner                         | 576  | 556  | 483  | 456  | 506  | 501  | 512  | 580  |
| Quellen: Cassini, EHESS und INSEE |      |      |      |      |      |      |      |      |

## Sehenswürdigkeiten
- Kirche Saint-Martin aus dem 18. Jahrhundert